# Nokia E50
Nokia E50 – telefon komórkowy  firmy Nokia, zbudowany w oparciu o Series 60 3rd Edition. Nokia E50 działa na systemie operacyjnym Symbian 9.1. W tym modelu wprowadzono kartę pamięci microSD, maksymalną pojemność karty to 2 GB. Korpus wykonany jest z tworzywa sztucznego i metalu. Telefon jest kontynuacją modelu Nokia 6310i.
Telefon jest wyposażony w dużą liczbę predefiniowanych aplikacji – Music Player, RealPlayer, pełna przeglądarka internetowa oparta na silniku WebKit, Quickoffice, przeglądarkę plików PDF, Nokia Maps, która może pracować w tle. Dodatkowo można rozszerzyć zestaw aplikacji, które są dostępne w formacie SIS (Software Installation Script), SISX oraz JAR (Java Archive).
Do synchronizacji z komputerem PC za pomocą oprogramowania prawnie zastrzeżonego – Nokia PC Suite. Możliwe jest również, aby połączyć się z trybów Mass Storage (jako dysk wymienny) i PictBridge. Połączenie możliwe poprzez kabel USB, IR oraz Bluetooth. 
Nokia E50 została wyprodukowana w dwóch wersjach. Pierwsza z nich to E50-1 która wyposażona jest w aparat fotograficzny  o rozdzielczości 1280 × 960 (1.3 Mpx), a druga nie posiada aparatu.

## Specyfikacja telefonu

### Sieć
- GSM 850
- GSM 900
- GSM 1800
- GSM 1900

Automatyczna zmiana zakresów. Możliwość korzystania z telefonu na pięciu kontynentach.

### Rozmiar
- Wymiary: 113 x 43,5 x 15,5 (mm)
- Masa: 104 g
- Forma: jednolita

### Wyświetlacz
- Matryca: Active Matrix (aktywna matryca)
- Liczba kolorów: 262 144
- Rozdzielczość (w pikselach): 240×320

Jasność wyświetlacza można regulować.

### CPU
- Procesor ARM 9 taktowany zegarem 235 MHz[1]

### Pamięć
- 32 MB RAM (świeżo po włączeniu dla użytkownika zostaje 15-18 MB, resztę zabiera system)
- 70 MB
- Obsługuje karty microSD do 2GB
- System operacyjny Symbian OS 9.1 S60 3rd edition

### Wiadomości
- SMS
- MMS
- e-mail

### Łączność
- Bluetooth 2.0 EDR
- IRDA
- USB 2.0 przez Pop-Port

### Transmisja danych
- WAP 2.0
- GPRS Class 10
- EDGE

### Gry
- Pro Tour Golf (w zależności od wersji)
- Gry Java i Symbian OS 9.1

### Oprogramowanie standardowe
- Pakiet Nokia PC Suite
- Pakiet Quick Office – do odtwarzania plików typu: Microsoft Word, Excel itp.
- Adobe Reader
- RealPlayer

### Oprogramowanie dodatkowe
Dla telefonu można znaleźć mnóstwo oprogramowania (w sklepie Ovi Store, na stronach producentów) zarówno płatnego jak i darmowego, które znacznie rozszerzy możliwości telefonu.
Przykładowe aplikacje:
- komunikator Palringo obsługujący m.in. Gadu-Gadu, XMPP
- Opera Mini - mobilna przeglądarka internetowa
- aplikacje mobilne Google
- odtwarzacze filmów typu DivX - DivXPlayer (Freeware) oraz LonelyCatGames SmartMovie (Shareware, odtwarza polskie napisy)

### Funkcje i cechy
- kalendarz
- profile
- budzik (alarm, brak budzika cyklicznego)
- notatnik
- kalkulator
- dyktafon
- obsługa Ovi Mapy (wymagany zewnętrzny moduł GPS)
- obsługa własnych motywów (skórek)
- możliwość pracy jako modem dla urządzeń zewnętrznych
- odtwarzacz multimediów (formaty dźwiękowe MP3/MP4/AAC/WMA oraz wideo 3GP)
- czytnik dokumentów

### Bateria
- BL-5C o pojemności 970 mAh (w zestawie)
- BL-6C o pojemności 1150 mAh (opcjonalna)